# World Games 1981
| Medaillenspiegel – Offizielle Sportarten | Medaillenspiegel – Offizielle Sportarten | Medaillenspiegel – Offizielle Sportarten | Medaillenspiegel – Offizielle Sportarten | Medaillenspiegel – Offizielle Sportarten | Medaillenspiegel – Offizielle Sportarten |
| Platz                                    | Land                                     | G                                        | S                                        | B                                        | Gesamt                                   |
| ---------------------------------------- | ---------------------------------------- | ---------------------------------------- | ---------------------------------------- | ---------------------------------------- | ---------------------------------------- |
| 01                                       | Vereinigte Staaten                       | 37                                       | 37                                       | 25                                       | 99                                       |
| 02                                       | Südkorea                                 | 9                                        | 3                                        | 1                                        | 13                                       |
| 03                                       | Italien                                  | 7                                        | 12                                       | 17                                       | 36                                       |
| 04                                       | Frankreich                               | 7                                        | 6                                        | 6                                        | 19                                       |
| 05                                       | Japan                                    | 7                                        | 4                                        | 5                                        | 16                                       |
| 06                                       | Kanada                                   | 5                                        | 5                                        | 5                                        | 15                                       |
| 07                                       | Vereinigtes Königreich                   | 4                                        | 4                                        | 4                                        | 12                                       |
| 08                                       | BR Deutschland                           | 4                                        | —                                        | 5                                        | 9                                        |
| 09                                       | Norwegen                                 | 4                                        | 1                                        | 3                                        | 8                                        |
| 10                                       | Volksrepublik China                      | 4                                        | —                                        | —                                        | 4                                        |
| Vollständiger Medaillenspiegel           |                                          |                                          |                                          |                                          |                                          |

Die 1. World Games fanden vom 24. Juli bis 2. August 1981 in Santa Clara (Kalifornien) statt und waren die erste offizielle World-Games-Veranstaltung nach den sogenannten Pre-World Games, die 1978 in Seoul stattfanden.
Die Eröffnungsfeier fand am 24. Juli 1981 im Buck Shaw Stadium statt. Ähnlich wie bei den Schlussfeiern der Olympischen Spiele marschierten die Athleten ins Stadion ein, jedoch nicht nach Ländern geordnet, sondern nach Sportarten zur Eröffnung ein. Es gab keine Nationalflaggen und keine Nationalhymnen. Bei der Eröffnungsfeier waren ca. 8.000 Zuschauer anwesend. Für Unterhaltung sorgte eine Highschool Marching Band, eine Gruppe von 30 Tänzern aus Santa Clara und vier Fallschirmspringer.
Die World Games wurden – nach der Eröffnungsfeier – mit den Wettbewerben im Tauziehen begonnen. Die erste Einladungssportart der World Games war Wasserball der Frauen.
Es nahmen 1745 Athleten in 16 Sportarten teil. Die meisten Wettkämpfe wurden auf dem Campus der Santa Clara University ausgetragen. Schätzungsweise 80.000 Zuschauer haben die ersten World Games in Santa Clara besucht.

## Sportarten
Es wurden 101 Wettbewerbe in den 15 offiziellen Sportarten und ein Wettbewerb in einer Einladungssportart ausgetragen.

### Offizielle Sportarten
- Badminton
- Baseball
- Bodybuilding
- Bowling
- Casting
- Flossenschwimmen
- Karate (Kata und Kumite)
- Kraftdreikampf
- Racquetball
- Rollsport (Inline-Speedskating, Rollhockey und Rollkunstlauf)
- Softball
- Taekwondo
- Tauziehen
- Trampolinturnen inkl. Tumbling
- Wasserski

### Einladungssportarten
- Wasserball (Frauen)

## Ergebnisse

### Badminton
| Disziplin    | Gold                           | Silber                           | Bronze                           |
| ------------ | ------------------------------ | -------------------------------- | -------------------------------- |
| Herreneinzel | Chen Changjie                  | Morten Frost                     | Prakash Padukone                 |
| Herreneinzel | Chen Changjie                  | Morten Frost                     | Liem Swie King                   |
| Dameneinzel  | Zhang Ailing                   | Hwang Sun-ai                     | Lene Køppen                      |
| Dameneinzel  | Zhang Ailing                   | Hwang Sun-ai                     | Fumiko Tohkairin                 |
| Herrendoppel | Yao Ximing Sun Zhi’an          | Thomas Kihlström Stefan Karlsson | Billy Gilliland Dan Travers      |
| Herrendoppel | Yao Ximing Sun Zhi’an          | Thomas Kihlström Stefan Karlsson | Hariamanto Kartono Rudy Heryanto |
| Damendoppel  | Zhang Ailing Lin Ying          | Nora Perry Jane Webster          | Fumiko Tohkairin Sonoe Ohtsuka   |
| Damendoppel  | Zhang Ailing Lin Ying          | Nora Perry Jane Webster          | Hwang Sun-ai Kim Yun-ja          |
| Mixed        | Thomas Kihlström Gillian Gilks | Mike Tredgett Nora Perry         | Steen Skovgaard Lene Køppen      |
| Mixed        | Thomas Kihlström Gillian Gilks | Mike Tredgett Nora Perry         | Christian Hadinata Imelda Wiguna |

### Baseball
| Disziplin | Gold               | Silber   | Bronze     |
| --------- | ------------------ | -------- | ---------- |
| Herren    | Vereinigte Staaten | Südkorea | Australien |

### Bodybuilding
| Disziplin                  | Gold             | Silber               | Bronze         |
| -------------------------- | ---------------- | -------------------- | -------------- |
| Herren Leichtgewicht       | Renato Bertagna  | Esmal Abdullah Sadek | Harry Derglin  |
| Damen Leichtgewicht        | Pam Brooks       | Josée Baumgartner    | Christine Reed |
| Herren Mittelgewicht       | James Youngblood | Billy Knight         | Erwin Note     |
| Damen Mittelgewicht        | Kike Elomaa      | Gail Schoeter        | Deborah Diana  |
| Herren Leichtschwergewicht | Jacques Neuville | Keijo Reiman         | Ulf Bengtsson  |
| Herren Schwergewicht       | John Kemper      | Wayne Robins         | Ahmed Al-Sayed |

### Bowling
| Disziplin    | Gold                       | Silber                      | Bronze                         |
| ------------ | -------------------------- | --------------------------- | ------------------------------ |
| Herreneinzel | Arne Svein Strøm           | Ernst Berndt                | Chris Batson                   |
| Dameneinzel  | Liliane Gregor             | Porntip Singha              | Mary Lou Vining                |
| Mixed        | Ruth Guerster Chris Batson | Ari Leppala Mikko Kaartinen | Hilde Reitermaier Ernst Berndt |

### Casting
Bei dieser Sportart haben nur Männer teilgenommen.
| Disziplin            | Gold           | Silber             | Bronze             |
| -------------------- | -------------- | ------------------ | ------------------ |
| Mehrkampf            | Steve Rajeff   | Tim Rajeff         | Øyvind Førland     |
| Fliege Ziel          | Harald Mæhle   | Chris Korich       | Erwin Meindl       |
| Fliege Weit Einhand  | Steve Rajeff   | Martin Hayes       | Øyvind Førland     |
| Fliege Weit Zweihand | Steve Rajeff   | Chris Korich       | Øyvind Førland     |
| Multi Ziel           | Øyvind Førland | Chris Korich       | Zack Wilson        |
| Multi Weit Einhand   | Steve Rajeff   | Chris Korich       | Zack Wilson        |
| Multi Weit Zweihand  | Chris Korich   | Bruce Walker       | Keith Pryor        |
| Gewicht Ziel         | Øyvind Førland | Tom Martens        | Helmut Hochwartner |
| Gewicht Präzision    | Guido Vinck    | Harald Mæhle       | Steve Rajeff       |
| Gewicht Weit Einhand | Ernst Rohatsch | Markus Kläusler    | Steve Rajeff       |
| Gewicht Weit Einhand | Chris Korich   | Helmut Hochwartner | Kevin Carriero     |

### Flossenschwimmen
| Disziplin                      | Gold                | Silber              | Bronze             |
| ------------------------------ | ------------------- | ------------------- | ------------------ |
| 50 m Streckentauchen Herren    | Jürgen Kolenda      | Sandro Sola         | Dario Broglia      |
| 50 m Streckentauchen Damen     | Cristina Covoni     | Monica Crovetti     | Anne Menguy        |
| 100 m Streckentauchen Herren   | Jürgen Kolenda      | Dario Broglia       | Thierry Lasbleye   |
| 100 m Streckentauchen Damen    | Cristina Covoni     | Anne Menguy         | Marina Beck        |
| 100 m Flossenschwimmen Herren  | Jürgen Kolenda      | Sandro Sola         | Dario Broglia      |
| 100 m Flossenschwimmen Damen   | Anne Menguy         | Cristina Covoni     | Anne-Marie Rouchon |
| 200 m Flossenschwimmen Herren  | Jürgen Kolenda      | Valter Olander      | Sandro Sola        |
| 200 m Flossenschwimmen Damen   | Anne-Marie Rouchon  | Anne Menguy         | Marion Collot      |
| 400 m Flossenschwimmen Herren  | Giuseppe Galantucci | Valter Olander      | Paolo Vandini      |
| 400 m Flossenschwimmen Damen   | Anne-Marie Rouchon  | Monica Crovetti     | Marina Beck        |
| 800 m Flossenschwimmen Damen   | Anne-Marie Rouchon  | Marion Collot       | Monica Crovetti    |
| 1500 m Flossenschwimmen Herren | Paolo Vandini       | Giuseppe Galantucci | Valter Olander     |

### Karate

#### Kata
| Disziplin | Gold           | Silber         | Bronze            |
| --------- | -------------- | -------------- | ----------------- |
| Herren    | Keji Okada     | Masashi Koyama | Domingo Llanos    |
| Damen     | Susuko Okamura | Mie Nakayama   | María Rosa Moreno |

#### Kumite
| Disziplin            | Gold            | Silber            | Bronze              |
| -------------------- | --------------- | ----------------- | ------------------- |
| 60 kg Herren         | Masayuki Naito  | Fernando Roseuero | Joe Tierney         |
| 60 kg Herren         | Masayuki Naito  | Fernando Roseuero | Giuseppe Tinnirello |
| 65 kg Herren         | Yoshikazu Ono   | Toshiaki Maeda    | Robert De Luca      |
| 65 kg Herren         | Yoshikazu Ono   | Toshiaki Maeda    | Kesayoshi Yokouchi  |
| 70 kg Herren         | Cecil Hackett   | Bernard Bilicki   | Yukiyoshi Marutani  |
| 70 kg Herren         | Cecil Hackett   | Bernard Bilicki   | Seiji Nishimura     |
| 75 kg Herren         | Lin Chingmin    | Fred Royers       | Gouze               |
| 75 kg Herren         | Lin Chingmin    | Fred Royers       | Ángel López         |
| 80 kg Herren         | Osamu Kamikodo  | Hisao Murase      | Tokey Hill          |
| 80 kg Herren         | Osamu Kamikodo  | Hisao Murase      | Otti Roethoff       |
| ﹢80 kg Herren       | Ludwig Kotzebue | Chen Chien        | Claudio Guazzaroni  |
| ﹢80 kg Herren       | Ludwig Kotzebue | Chen Chien        | Francisco Torres    |
| Offene Klasse Herren | Victor Charles  | Marc Pyrée        | Claude Pettinella   |
| Offene Klasse Herren | Victor Charles  | Marc Pyrée        | Billy Blanks        |

### Kraftdreikampf
Bei dieser Sportart haben nur Männer teilgenommen.
| Disziplin          | Gold              | Silber         | Bronze         |
| ------------------ | ----------------- | -------------- | -------------- |
| 52 kg              | Hideaki Inabe     | Don MacVicar   | Nicht vergeben |
| 56 kg              | Gary Hunnicut     | Nicht vergeben | Nicht vergeben |
| 60 kg              | Ito Chokichi      | George Hummel  | Mark Shijo     |
| 75 kg              | Mauro Di Pasquale | Ray Neeley     | Nicht vergeben |
| 82,5 kg            | Jim Grudzien      | Dennis Wright  | Nicht vergeben |
| 90 kg              | Walter Thomas     | Jim Len        | Nicht vergeben |
| 100 kg             | Jim Cash          | Fred Hatfield  | Nicht vergeben |
| 110 kg             | Scott Palmer      | Gene Kunit     | Nicht vergeben |
| Superschwergewicht | Doyle Kennedy     | Dave Shaw      | Nicht vergeben |

### Racquetball
| Disziplin    | Gold                        | Silber                        | Bronze                      |
| ------------ | --------------------------- | ----------------------------- | --------------------------- |
| Herreneinzel | Ed Andrews                  | Mark Martino                  | Martin Padilla              |
| Dameneinzel  | Cindy Baxter                | Barbara Faulkenberry          | Betsy Massie                |
| Herrendoppel | Jeff Kwartler Mark Malowitz | Federicq Alvarez Raul Canales | Frits Groenendijk Tom Luykx |
| Damendoppel  | Karen Borga Mary Ann Cluess | Dineke Kool Miriam Wielheesen | Martinez Suarez             |

### Rollsport

#### Inline-Speedskating
| Disziplin                    | Gold              | Silber            | Bronze           |
| ---------------------------- | ----------------- | ----------------- | ---------------- |
| 5.000 m Ausscheidung Damen   | Monica Lucchese   | Paola Sometti     | Annie Lambrechts |
| 10.000 m Ausscheidung Herren | Tom Peterson      | Hermes Fossi      | Moreno Bagnolini |
| 10.000 m Ausscheidung Damen  | Paola Cristofori  | Darlene Kessinger | Annie Lambrechts |
| 20.000 m Ausscheidung Herren | Scott Constantine | Giuseppi Cruciani | Moreno Bagnolini |
| Halbmarathon Damen           | Annie Lambrechts  | Mary Barriere     | Sue Dooley       |
| Marathon Herren              | Tom Peterson      | Hermes Fossi      | Danny Vandeperre |

#### Rollhockey
| Disziplin | Gold     | Silber             | Bronze      |
| --------- | -------- | ------------------ | ----------- |
| Herren    | Portugal | Vereinigte Staaten | Argentinien |

#### Rollkunstlauf
| Disziplin    | Gold                             | Silber                  | Bronze                        |
| ------------ | -------------------------------- | ----------------------- | ----------------------------- |
| Herreneinzel | Mike Glatz                       | Rick Elsworth           | Michele Biserni               |
| Dameneinzel  | Anna Conklin                     | Elena Bonati            | Tina Kneisley                 |
| Rolltanzen   | Holly Valente William Richardson | Cindy Smith Mark Howard | Kim Geoghegan Eamon Geoghegan |
| Paarlaufen   | Tina Kneisley Paul Price         | Ann Green Rick Elsworth | Sylvia Gingras Guy Aubin      |

### Softball
| Disziplin | Gold               | Silber             | Bronze  |
| --------- | ------------------ | ------------------ | ------- |
| Herren    | Vereinigte Staaten | Vereinigte Staaten | Kanada  |
| Damen     | Vereinigte Staaten | Kanada             | Bahamas |

### Taekwondo
Bei dieser Sportart haben nur Männer teilgenommen.
| Disziplin         | Gold            | Silber          | Bronze              |
| ----------------- | --------------- | --------------- | ------------------- |
| Nadelgewicht      | Ki-Moon Kwon    | Dae Sung Lee    | Aldo Codazzo        |
| Nadelgewicht      | Ki-Moon Kwon    | Dae Sung Lee    | Reinhard Langer     |
| Fliegengewicht    | Ki-Mo Yang      | Franco Banito   | Dominico Maelionico |
| Fliegengewicht    | Ki-Mo Yang      | Franco Banito   | Fernando Celada     |
| Bantamgewicht     | Bum-Soo Chung   | Oscar Aguilar   | Geremia di Costanzo |
| Bantamgewicht     | Bum-Soo Chung   | Oscar Aguilar   | Serge Langlois      |
| Federgewicht      | Jun-Kul Lee     | Jorge Garcia    | Juan Mangoni        |
| Federgewicht      | Jun-Kul Lee     | Jorge Garcia    | Raffaele Marchione  |
| Leichtgewicht     | Jung-Kuk Kim    | Alfonso Qahhaar | Luigi Signore       |
| Leichtgewicht     | Jung-Kuk Kim    | Alfonso Qahhaar | Kone Sowleymane     |
| Weltergewicht     | Jeong-Kuk Kim   | Paul Rusca      | Ruben Thijs         |
| Weltergewicht     | Jeong-Kuk Kim   | Paul Rusca      | Antonio Hernandez   |
| Halbmittelgewicht | Il-Nam Oh       | Chul Hoe Kim    | Helmut Gartner      |
| Halbmittelgewicht | Il-Nam Oh       | Chul Hoe Kim    | Patrice Remarck     |
| Mittelgewicht     | Dong-Jun Lee    | Jersey Long     | Andreas Scheffler   |
| Mittelgewicht     | Dong-Jun Lee    | Jersey Long     | Luigi D’Oriano      |
| Halbschwergewicht | Chan Jung       | Cisse Abouaye   | Tom Federle         |
| Halbschwergewicht | Chan Jung       | Cisse Abouaye   | Hsin-Nien Sun       |
| Schwergewicht     | Darrell Hanegan | Chong-Man Park  | Harry Prijs         |
| Schwergewicht     | Darrell Hanegan | Chong-Man Park  | Miguel Esquivel     |

### Tauziehen
| Disziplin             | Gold    | Silber      | Bronze      |
| --------------------- | ------- | ----------- | ----------- |
| Herren Outdoor 640 kg | England | Schweiz     | Niederlande |
| Herren Outdoor 720 kg | Schweiz | Niederlande | England     |

### Trampolinturnen
| Disziplin                   | Gold                      | Silber                           | Bronze                    |
| --------------------------- | ------------------------- | -------------------------------- | ------------------------- |
| Doppelmini-Trampolin Herren | Brett Brown               | Carl Heger                       | Tim Cleave                |
| Doppelmini-Trampolin Damen  | Christine Tough           | Bethany Fairchild                | Norma Letho               |
| Trampolin Herreneinzel      | Yves Milord               | Steve Elliott                    | Rand Wilson               |
| Trampolin Dameneinzel       | Bethany Fairchild         | Norma Letho                      | Nicht vergeben            |
| Trampolin Dameneinzel       | Bethany Fairchild         | Christine Tough                  | Nicht vergeben            |
| Synchronspringen Herren     | Carl Heger Steve Elliott  | Paul Rugheimer Carlos Villarreal | Brett Brown Alan Gouthier |
| Synchronspringen Damen      | Barbara Letho Norma Letho | Bethany Fairchild Mary Borkowski | Nicht vergeben            |
| Tumbling Herren             | Steve Elliott             | Randy Wickstrom                  | Steve Cooper              |
| Tumbling Damen              | Angie Whiting             | Kristi Laman                     | Stacey Hansen             |

### Wasserski
| Disziplin          | Gold               | Silber         | Bronze        |
| ------------------ | ------------------ | -------------- | ------------- |
| Figurenlauf Herren | Patrice Martin     | Carl Roberge   | Sammy Duvall  |
| Figurenlauf Damen  | Ana María Carrasco | Karin Roberge  | Anita Carlman |
| Slalom Herren      | Bob LaPoint        | Andy Mapple    | Mike Neville  |
| Slalom Damen       | Cindy Benzel       | Sue Fieldhouse | Cindy Todd    |
| Springen Herren    | Sammy Duvall       | Mike Hazelwood | Glen Thurlow  |
| Springen Damen     | Marlon van Dijk    | Sue Lipplegoes | Cindy Todd    |
| Gesamt Herren      | Sammy Duvall       | Carl Roberge   | Mike Neville  |
| Gesamt Damen       | Ana María Carrasco | Anita Carlman  | Karin Roberge |

### Wasserball
Bei der Premiere stand einmalig auch die Disziplin Frauen-Wasserball auf dem Programm, die 1979 mit dem Weltcup-Turnier in Merced (USA) ihren ersten internationalen Titelkampf unter der Regie des Weltschwimmverbandes erlebt hatte. Die Finalrunde fand am 27. Juli 1981 statt. Im Spiel um Gold besiegten die Niederländerinnen das erste Team der US-Amerikanerinnen (US-Team I) mit 13:7. Im Spiel um Bronze gewannen die Kanadierinnen mit 11:3 gegen das zweite Team der der US-Amerikanerinnen (US-Team II).
| Disziplin | Gold        | Silber             | Bronze |
| --------- | ----------- | ------------------ | ------ |
| Damen     | Niederlande | Vereinigte Staaten | Kanada |